# Molson Grand Prix of Toronto 2006
Molson Grand Prix of Toronto 2006 var den sjunde deltävlingen i Champ Car 2006. Racet kördes den 9 juli på Torontos gator. A.J. Allmendinger fortsatte sin sensationella form, och tog sin tredje triumf på tre starter med Forsythe Racing. Tack vare Paul Tracys andraplats kunder Forsythe ta en dubbelseger. Mästerskapsledande Sébastien Bourdais slutade trea, men han började komma under mer och mer press på grund av Allmendingers form.

## Slutresultat
| Plats | Förare             | Team                | Grid | Kvaltid  |
| ----- | ------------------ | ------------------- | ---- | -------- |
| 1     | A.J. Allmendinger  | Forsythe Racing     | 2    | 58,264   |
| 2     | Paul Tracy         | Forsythe Racing     | 4    | 58,576   |
| 3     | Sébastien Bourdais | Newman/Haas Racing  | 3    | 58,345   |
| 4     | Justin Wilson      | RuSPORT             | 1    | 58,182   |
| 5     | Cristiano da Matta | RuSPORT             | 8    | 59,102   |
| 6     | Alex Tagliani      | Team Australia      | 10   | 59,120   |
| 7     | Will Power         | Team Australia      | 12   | 59,687   |
| 8     | Bruno Junqueira    | Newman/Haas Racing  | 9    | 59,116   |
| 9     | Charles Zwolsman   | Conquest Racing     | 14   | 1.00,176 |
| 10    | Andrew Ranger      | Conquest Racing     | 6    | 59,059   |
| 11    | Mario Domínguez    | Dale Coyne Racing   | 11   | 59,637   |
| 12    | Oriol Servià       | PKV Racing          | 5    | 58,920   |
| 13    | Nelson Philippe    | HVM Racing          | 7    | 59,091   |
| 14    | Katherine Legge    | PKV Racing          | 15   | 1.00,276 |
| 15    | Tonis Kasemets     | Rocketsports Racing | 17   | 1.01,182 |
| 16    | Jan Heylen         | Dale Coyne Racing   | 13   | 1.00,132 |
| 17    | Dan Clarke         | HVM Racing          | 16   | 1.00,688 |